# Митна комора
Митна комора  (польс. — komora celna, mytna) — місце стягнення митних оплат та контролю за провезенням товарів, також орган державної адміністрації, покликаний до накладення та стягнення митних оплат. На українських землях митні комори фіксуються вже в 14 ст. До найдавніших належать львівська (1350–60) та володимирська (1320). Митні комори, як правило, розташовувалися в головних осередках адміністративної влади краю, на схрещенні важливих торгових шляхів, поблизу переправ, на кордонах держав та регіонів. До складу системи митних комор з 14 ст. входять головні митні комори, що становили центри митних округ, а також звичайні митні комори та їхні відділення — прикоморки, що розташовувалися на проміжних пунктах торгових шляхів. Митні комори розташовувалися виключно в державних містах, натомість прикоморки — також і в приватних населених пунктах. Штат М.к. та прикоморка складався з митника та писаря комори, щоправда, з 1765 на прикоморках штат складався з ревізора, писаря або експедитора. Також до штату М.к. входили загони митної стражі та розгалужена сітка шпигунів. Наприкінці 18 ст. митні комори було замінено на розгалужену систему митниць та митних постів.
На українських землях у межах Великого князівства Литовського та Королівства Польського з кінця 15 ст. гол. митні комори існували в Белзі, Володимирі, Галичі, Києві (прикоморки — у Вишгороді, Житомирі, Звягелі, Тавані, Чуднові), Коломиї, Луцьку (прикоморки – в Берестечку, Брацлаві, Вінниці, Горохові, Дубно, Дубровиці, Жабчому (нині село Горохівського р-ну Волин. обл.), Заславі, Корці, Літовіжу (нині село Іваничевського р-ну Волин. обл.), Перемилі (нині село Горохівського р-ну Волин. обл.), Турійську, Львові та Теребовлі. Окремі митні комори фіксуються в Городку, Ковелі та Кременці. 1578 засновано митні комори в Кам'янці (нині м. Кам'янець-Подільський) та Снятині. 1643 митні комори встановлюються в Барі, Галичі та Стрию. У тому ж році засновуються митні комори в Батурині, Гадячі, Конотопі, Кременчуці, Лоєві, Любечі, Ніжині, Острі, Ромнах, Чернігові та Чорнобилі. 1765, у результаті створення митних провінцій, у межах Речі Посполитої створено Рус. провінцію у складі 9-ти комор (Львів, Стрий з прикоморком у Сколе, Снятин з прикоморками в Надвірній та Кутах, Городенка, Заліщики, Жванець з прикоморками в Кам'янці та Ушиці (нині с. Стара Ушиця Кам'янець-Подільського р-ну Хмельн. обл.), Могилів (нині м. Могилів-Подільський) та Броди) та Українську – у складі 16-ти комор (Бердичів, Цекінівка (нині село Ямпільського р-ну Він. обл.), Рашків, Кагарлик, Юзефпіль, Богопіль, Тарговиця, Тудия, Крилів, Секірня, Трахтемирів, Гребенне, Триліси, Ясногородка, Казаровиці, Чорнобиль).
Митні комори розташовувалися також на укр. землях у складі: Молдавського князівства — у Дорогої, Сереті, Хотині та Чернівцях; Османської імперії та Кримського ханату — в Акермані (нині м. Білгород-Дністровський), Кафі (нині м. Феодосія), Кілії та Перекопі.